# فيكتوريا تكاتشوك
فيكتوريا فيكتوريفنا تكاتشوك (بالأوكرانية: Вікторія Вікторівна Ткачук؛ ولدت في 8 نوفمبر 1994) هي لاعبة ألعاب قوى أوكرانية متخصصة في سباق 400 متر حواجز. فازت بالميدالية الفضية في هذا السباق في بطولة أوروبا لألعاب القوى 2022.
مثلت تكاتشوك أوكرانيا في دورة الألعاب الأولمبية الصيفية 2016 في ريو دي جانيرو دون التقدم من الدور نصف النهائي، وفي الألعاب الأولمبية الصيفية 2020 في طوكيو، اليابان، احتلت المركز السادس في الترتيب النهائي. وتسجيلها أفضل رقم شخصي لها في سباق 400 متر حواجز في وقت قدره 53.79 ثانية.